# Poulangy
Poulangy är en kommun i departementet Haute-Marne i regionen Grand Est (tidigare regionen Champagne-Ardenne) i nordöstra Frankrike. Kommunen ligger i kantonen Nogent som tillhör arrondissementet Chaumont. År 2022 hade Poulangy 358 invånare.

## Befolkningsutveckling
Antalet invånare i kommunen Poulangy
| Referens: INSEE |